# بقاع

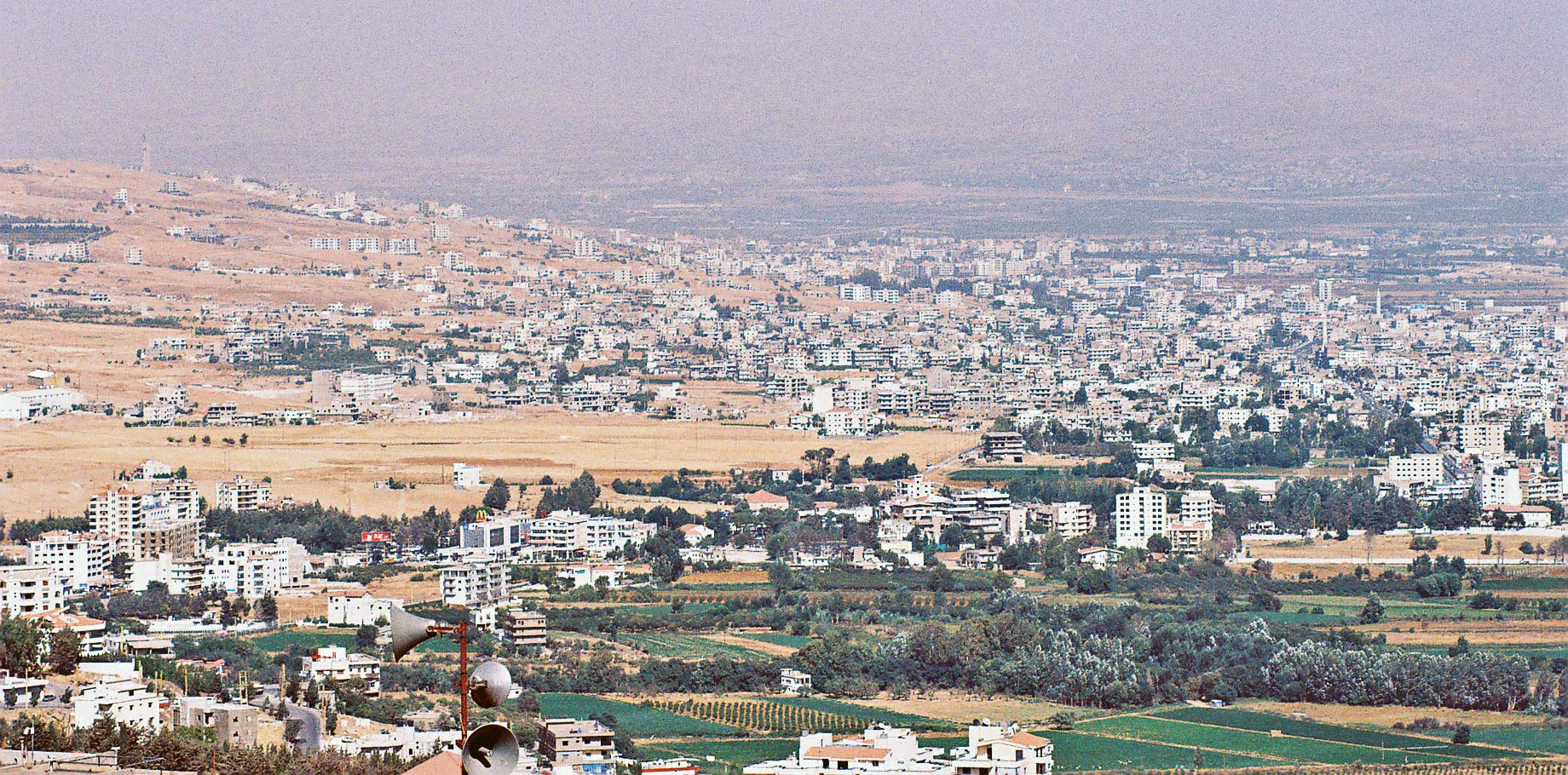
دره بقاع

بِقاع دره‌ای در شرق کشور لبنان است. در زمان امپراتوری روم، این دره به عنوان یکی از منابع مهم و ارزشمند کشاورزی شناخته‌ می‌شد.

## جغرافی
میان کوه لبنان در غرب و رشته‌کوه لبنان شرقی در شرق قرار دارد. درازای این دره ۱۲۰ کیلومتر و پهنایش ۱۶ کیلومتر است. نوع آب هوای این دره، آب و هوای مدیترانه‌ای است و بارش سالانه آن ۲۳۰ میلی‌متر در شمال و ۶۱۰ میلی‌متر در کانون آن است. رود عاصی و رود لیتانی از این دره سرچشمه می‌گیرند.

## آبادی‌ها

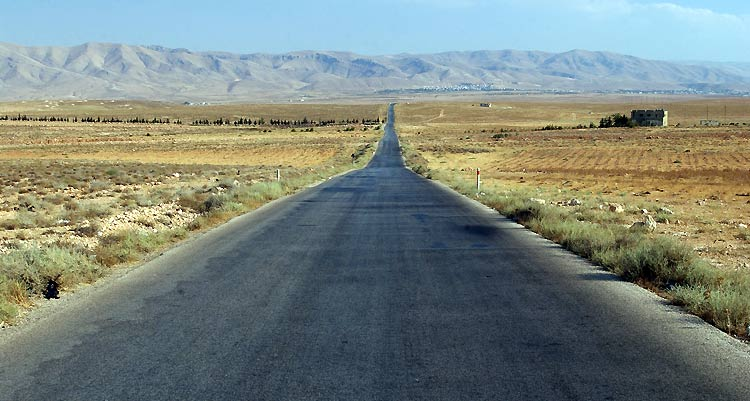
راهی در بقاع

## شراب

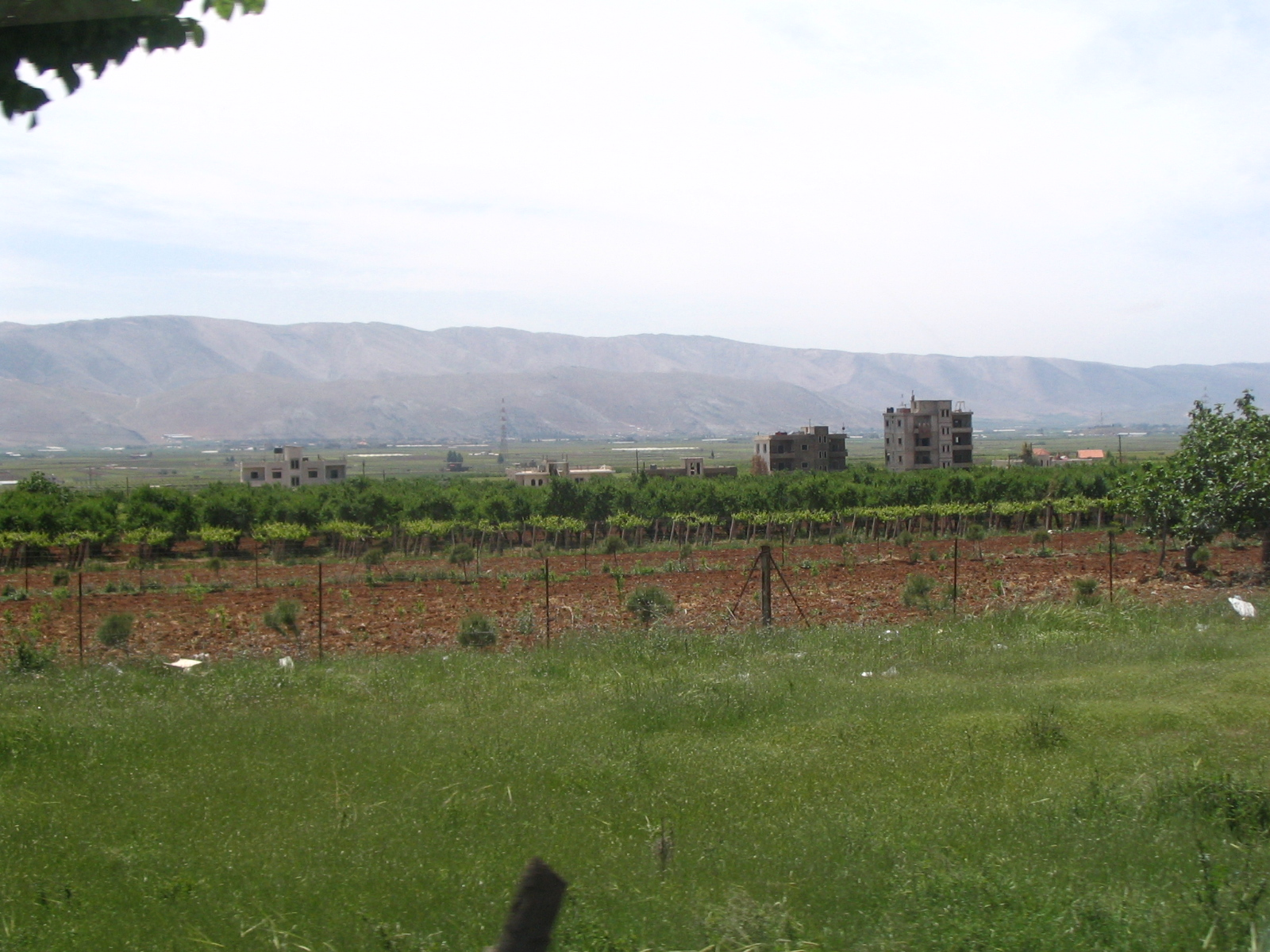
تاکستانی در کانون بقاع

## نگارخانه

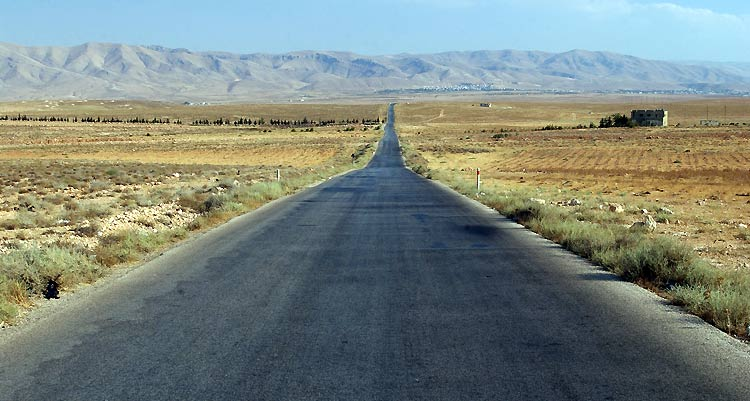
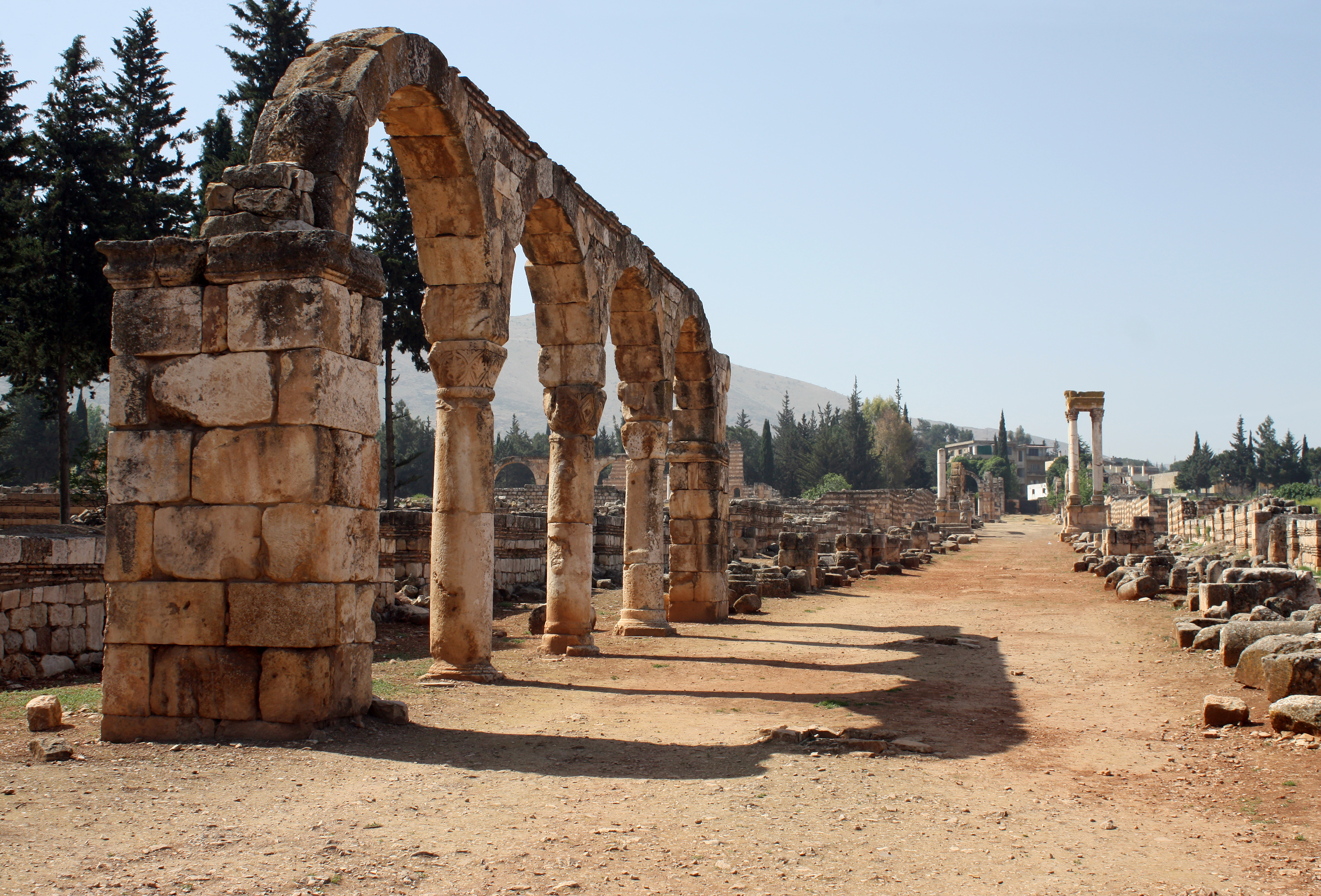